# بيت عزمان (بني مطر)

تعديل مصدري - تعديل

بيت عزمان هي إحدى قرى عزلة الحدب بمديرية بني مطر التابعة لمحافظة صنعاء، بلغ تعداد سكانها 791 نسمة حسب تعداد اليمن لعام 2004.